# 터빈 열응력
터빈 열응력에 대해 설명한다.
고압과 중압 터빈에 유입되는 고온, 고압의 증기로 인하여 로터 표면의 온도가 변하게 된다. 축의 중심부까지 일정하게 가열하려면 많은 시간이 소요되므로 표면과 중심공 간의 온도 차에 의한 열응력이 발생하게 된다. 빈번한 기동․정지를 하거나 온도와 부하의 급격한 변화를 일으키면 열응력이 급증하게 되어 재료의 피로(Fatigue)와 열화 그리고 균열(Crack)을 유발하게 된다.
열응력 관리장치(Rotor Stress Indicator, RSI)는 고압터빈 제1단 회전날개 부분의 온도와 회전속도 신호를 이용하여 허용범위 내에서 응력이 관리되도록 한다.